# Риос Патус, Роберто
Роберто Риос Патус (исп. Roberto Ríos Patus род. 8 октября 1971, Бильбао, Страна Басков) — испанский футболист, игрок сборной Испании.

## Карьера
Хотя Риос родился в Бильбао, он прошел через молодёжную систему ФК «Реал Бетис» и дебютировал на профессиональном уровне во втором дивизионе в сезоне-1992/93. В следующем году он внес важный вклад в повышение андалусийцев в классе — хотя он принял участие всего в 19 матчах, но забил четыре раза — и впоследствии стал постоянным игроком первой команды.
Проведя первые месяцы кампании 2002/2003 годов без клуба и сыграв всего 27 матчей за последние три года в «Атлетике», Риос тренировался с составом ФК «Вест Бромвич Альбион». Однако в январе 2003 года он отклонил предложение о контракте от команды под руководством Гари Мегсона, заявив: «Я не хочу никого обманывать» относительно своих шансов на восстановление физической формы.
Риос ушел на пенсию в возрасте 30 лет из-за постоянных проблем с травмами. Он вернулся в «Реал Бетис» в 2010 году, войдя в тренерский штаб новоиспеченного менеджера Пепе Меля.
Риос 11 раз выступал за сборную Испании, его дебют состоялся 9 октября 1996 года в гостевом матче против Чехии (0:0) в рамках отборочного турнира к чемпионату мира по футболу 1998 года. Несмотря на то, что он много выступал в течение сезона и провел хороший клубный сезон в составе «Атлетика», его не взяли на финальную стадию во Франции.